# The Go-Betweens
The Go-Betweens est un groupe de rock indépendant australien, originaire de Brisbane. Formé en 1977 par Robert Forster et Grant McLennan, il est un des groupes australiens les plus influents sur la scène internationale durant les années 1980. Le groupe se sépare en 2006.

## Biographie

### Débuts
Robert Forster et Grant McLennan se rencontrent à l'Université du Queensland où ils faisaient du théâtre. Forster au chant, à la composition et à la guitare, et McLennan au chant, à la composition et à la basse forment The Go-Betweens en décembre 1977 à Brisbane, dans le Queensland. Le nom du groupe reflète l'ouvrage The Go-Between de L.P. Hartley. Ils font leur première apparition scénique en soutien à The Numbers au Baroona Hall de Brisbane, en début avril 1978. « On a joué deux chansons et, à peine sorti de la scène, Mark Callaghan, Robert Vickers – on les a tous rencontrés, en cinq minutes ... Ils ont immédiatement demandé de jouer pour nous », explique Robert Forster. Cependant, le groupe reste dépourvu de batteur, qui était occupé par Gerard Lee à leur premier concert. Ils en recrutent quelques-uns à commencer par Bruce Anthon (ex-The Survivors). Avec le batteur invité Dennis Cantwell (The Riptides), ils enregistrent un premier single, Lee Remick, en mai 1978. La chanson, dédiée à l'actrice Lee Remick, est publié chez le label indépendant Able en septembre 1978. La face B du single, Karen, est une chanson d'amour. Le premier vrai batteur du groupe est Temucin « Tim » Mustafa, recruté après l'enregistrement de Lee Remick, bien qu'il apparaisse sur les crédits du single.
Le groupe ajoute aussi un guitariste, Peter Milton Walsh. Beserkley leur offre un contrat pour la réédition de Lee Remick et Karen en deux singles, et pour huit albums. Le groupe enregistre deux autres albums pour le label Beserkley en novembre 1978 (dont The Sound of Rain), mais Beserkley met la clé sous la porte et Walsh partira pour former The Apartments,,. Leur deuxième single, People Say, qui est enregistré en mai 1979, est produit par The Go-Betweens avec Mustapha à la batterie, et Malcolm Kelly au piano et à l'orgue. La face B, Don't Let Him Come Back, est dédié à Walsh, qui restera ami avec Forster et McLennan. Entre 1978 et mai 1979, le groupe enregistre quelques morceaux live dans la chambre de Forster — ils sont publiés qu'à partir de 1999 sous le titre 78 'Til 79: The Lost Album. Ces morceaux sont des morceaux pop simples axés new wave.
Leur premier album, Send Me a Lullaby, produit par The Go-Betweens et Tony Cohen, chez Missing Link en Australie, est publié comme mini-album huit titres en novembre 1981. Le distributeur britannique de Missing Link, Rough Trade, publie l'album au Royaume-Uni, trois mois plus tard ,accompagné de quatre morceaux bonus,.

### Suites
En 2000, Forster and McLennan ont reformé The Go-Betweens, aidé par chacun des trois membres de Sleater-Kinney, et ont enregistré l'album The Friends of Rachel Worth. La composition la plus récente (2005) comprenait Forster, McLennan, Adele Pickvance (basse) et Glenn Thompson (batterie).
En octobre 2005, The Go-Betweens est finalement parvenu à la reconnaissance populaire, avec l'album Oceans Apart (produit par Mark Wallis et Dave Ruffy) qui remporte un ARIA Award dans la catégorie de « meilleur album contemporain ». Le 6 mai 2006, Grant McLennan, âgé de 48 ans, meurt d'une crise cardiaque dans sa maison à Brisbane. Lors des préparations d'une fête chez lui, il commença à se sentir mal et monta se reposer dans sa chambre. Il fut découvert inanimé par sa fiancée, son colocataire et des amis. Avec sa mort, Robert Forster annonce la fin des Go-Betweens.

## Accueil
The Go-Betweens est un groupe culte, largement apprécié par la critique. Le critique de l'hebdomadaire new-yorkais Village Voice Robert Christgau a écrit à leur sujet : « Robert Forster et Grant McLennan sont la plus grande association de composition de chansons qui fonctionne aujourd'hui. » The Go-Betweens a fait de nombreuses tournées à l'étranger et a produit des succès tels que Cattle and Cane en 1983, et Streets of Your Town en 1988. Après avoir enregistré six albums, Forster and McLennan ont dissous The Go-Betweens en décembre 1989. Forster et McLennan ont poursuivi des carrières solo tout au long des années 1990, mais ont été poussés à travailler ensemble après avoir été invité par des fans au magazine de musique français Les Inrockuptibles pour jouer pour le 10e anniversaire du magazine.
En 2018, le cinéaste français Mickhaël Hers fait deux clins d'oeil aux Go-Betweens dans son film Amanda : le héros, David Sorel, joué par Vincent Lacoste rentre chez un disquaire et la chanson en fond sonore de cette scène est Cattle and Cane issue du deuxième album Before Hollywood ; la scène finale se passe à Wimbledon pendant un match opposant deux joueurs fictifs dont les noms sont proposés quelques secondes sur un tableau d'affichage : Forster et McLennan. La BO officielle composée essentiellement par Anton Sanko reprend Cattle and Cane.

## Discographie

### Albums studio
- 1982 : Send Me a Lullaby
- 1983 : Before Hollywood
- 1984 : Spring Hill Fair
- 1986 : Liberty Belle and the Black Diamond Express
- 1987 : Tallulah
- 1988 : 16 Lovers Lane
- 2000 : The Friends of Rachel Worth
- 2003 : Bright Yellow Bright Orange
- 2005 : Oceans Apart

### EP & Singles
- 1978 : Lee Remick/Karen (Able Label)
- 1979 : People Say/Don't Let Him Come Back (Able Label)
- 1980 : I Need Two Heads/Stop before You say It (Missing Link/Postcard)
- 2005 : Worlds Apart EP

### Albums live
- 1999 : Live On Snap With Deirdre O'Donoghue
- 2005 : Live In London
- 2006 : That Striped Sunlight Sound

### Compilations
- 1990 : 1978-1990
- 1999 : Bellavista Terrace: Best of the Go-Betweens
- 1999 : 78 'til 79 the Lost Album
- 2015 : G Stands for Go-Betweens: The Go-Betweens Anthology - Volume 1 (Période 1978-1984)
- 2019 : G Stands for Go-Betweens: The Go-Betweens Anthology - Volume 2 (Période 1985-1989)
- 2024 : G Stands for Go-Betweens: The Go-Betweens Anthology - Volume 3 (Période 2000-2006)

## Membres

### Derniers membres
- Robert Forster - guitare, chant
- Grant McLennan - guitare, chant
- Adele Pickvance - basse (2000–2006)
- Glenn Thompson - batterie (2002–2006)

### Anciens membres
- Lissa Ross - batterie (1978)
- Tim Mustapha - batterie (1978–1979)
- Peter Milton Walsh – chant, guitare (1978–1979)
- Malcolm Kelly - ?? (1979, single People Say)
- Jaqueline Candice - ?? (1979, single People Say)
- Amanda Brown - violon, hautbois, guitare, chant (1986–1989)
- Robert Vickers - basse (1983–1987)
- John Willsteed - basse (1987–1989)
- Lindy Morrison - batterie (1980–1989)